# Grupp B i kvalspelet till världsmästerskapet i fotboll 2014 (Uefa)
Grupp B i kvalspelet till världsmästerskapet i fotboll 2014 (Uefa) är planerat att spelas från den 7 september 2012 till den 15 oktober 2013.
| Nr | Lag       | S  | V | O | F | GM | IM | MS  | P  |
| -- | --------- | -- | - | - | - | -- | -- | --- | -- |
| 1  | Italien   | 10 | 6 | 4 | 0 | 19 | 9  | +10 | 22 |
| 2  | Danmark   | 10 | 4 | 4 | 2 | 17 | 12 | +5  | 16 |
| 3  | Tjeckien  | 10 | 4 | 3 | 3 | 13 | 9  | +4  | 15 |
| 4  | Bulgarien | 10 | 3 | 4 | 3 | 14 | 9  | +5  | 13 |
| 5  | Armenien  | 10 | 4 | 1 | 5 | 12 | 13 | −1  | 13 |
| 6  | Malta     | 10 | 1 | 0 | 9 | 5  | 29 | −24 | 3  |

| Hemma \ Borta | Armenien | Bulgarien | Danmark | Italien | Malta | Tjeckien |
| Armenien      | —        | 2–1       | 0–1     | 1–3     | 0–1   | 0–3      |
| Bulgarien     | 1–0      | —         | 1–1     | 2–2     | 6–0   | 0–1      |
| Danmark       | 0–4      | 1–1       | —       | 2–2     | 6–0   | 0–0      |
| Italien       | 2–2      | 1–0       | 3–1     | —       | 2–0   | 2–1      |
| Malta         | 0–1      | 1–2       | 1–2     | 0–2     | —     | 1–4      |
| Tjeckien      | 1–2      | 0–0       | 0–3     | 1–1     | 3–1   | —        |

## Matcher
|             | 7 september 2012 | Malta | 0 – 1           | Armenien     | Ta’ Qali-stadion                                     |                                                      |
| 20:00 UTC+2 | 20:00 UTC+2      |       | (0 – 0) Rapport | Sarkisov 70′ | Attard Publik: 3 517 Domare: Rene Eisner (Österrike) | Attard Publik: 3 517 Domare: Rene Eisner (Österrike) |
| 20:00 UTC+2 | 20:00 UTC+2      |       |                 |              | Attard Publik: 3 517 Domare: Rene Eisner (Österrike) | Attard Publik: 3 517 Domare: Rene Eisner (Österrike) |
| 20:00 UTC+2 | 20:00 UTC+2      |       |                 |              | Attard Publik: 3 517 Domare: Rene Eisner (Österrike) | Attard Publik: 3 517 Domare: Rene Eisner (Österrike) |

|             | 7 september 2012 | Bulgarien                  | 2 – 2           | Italien          | Nationalstadion Vasil Levski                           |                                                        |
| 21:45 UTC+3 | 21:45 UTC+3      | Manolev 30′ G. Milanov 66′ | (1 – 2) Rapport | Osvaldo 36′, 40′ | Sofia Publik: 12 993 Domare: Martin Atkinson (England) | Sofia Publik: 12 993 Domare: Martin Atkinson (England) |
| 21:45 UTC+3 | 21:45 UTC+3      |                            |                 |                  | Sofia Publik: 12 993 Domare: Martin Atkinson (England) | Sofia Publik: 12 993 Domare: Martin Atkinson (England) |
| 21:45 UTC+3 | 21:45 UTC+3      |                            |                 |                  | Sofia Publik: 12 993 Domare: Martin Atkinson (England) | Sofia Publik: 12 993 Domare: Martin Atkinson (England) |

|             | 8 september 2012 | Danmark | 0 – 0   | Tjeckien | Parken                                                     |                                                            |
| 20:15 UTC+2 | 20:15 UTC+2      |         | Rapport |          | Köpenhamn Publik: 24 004 Domare: Wolfgang Stark (Tyskland) | Köpenhamn Publik: 24 004 Domare: Wolfgang Stark (Tyskland) |
| 20:15 UTC+2 | 20:15 UTC+2      |         |         |          | Köpenhamn Publik: 24 004 Domare: Wolfgang Stark (Tyskland) | Köpenhamn Publik: 24 004 Domare: Wolfgang Stark (Tyskland) |
| 20:15 UTC+2 | 20:15 UTC+2      |         |         |          | Köpenhamn Publik: 24 004 Domare: Wolfgang Stark (Tyskland) | Köpenhamn Publik: 24 004 Domare: Wolfgang Stark (Tyskland) |

|             | 11 september 2012 | Bulgarien   | 1 – 0           | Armenien | Nationalstadion Vasil Levski                          |                                                       |
| 21:00 UTC+3 | 21:00 UTC+3       | Manolev 43′ | (1 – 0) Rapport |          | Sofia Publik: 17 883 Domare: Stephan Studer (Schweiz) | Sofia Publik: 17 883 Domare: Stephan Studer (Schweiz) |
| 21:00 UTC+3 | 21:00 UTC+3       |             |                 |          | Sofia Publik: 17 883 Domare: Stephan Studer (Schweiz) | Sofia Publik: 17 883 Domare: Stephan Studer (Schweiz) |
| 21:00 UTC+3 | 21:00 UTC+3       |             |                 |          | Sofia Publik: 17 883 Domare: Stephan Studer (Schweiz) | Sofia Publik: 17 883 Domare: Stephan Studer (Schweiz) |

|             | 11 september 2012 | Italien                | 2 – 0           | Malta | Stadio Alberto Braglia                                |                                                       |
| 20:45 UTC+2 | 20:45 UTC+2       | Destro 5′ Peluso 90+2′ | (1 – 0) Rapport |       | Modena Publik: 18 000 Domare: Antti Munukka (Finland) | Modena Publik: 18 000 Domare: Antti Munukka (Finland) |
| 20:45 UTC+2 | 20:45 UTC+2       |                        |                 |       | Modena Publik: 18 000 Domare: Antti Munukka (Finland) | Modena Publik: 18 000 Domare: Antti Munukka (Finland) |
| 20:45 UTC+2 | 20:45 UTC+2       |                        |                 |       | Modena Publik: 18 000 Domare: Antti Munukka (Finland) | Modena Publik: 18 000 Domare: Antti Munukka (Finland) |

|             | 12 oktober 2012 | Tjeckien                                 | 3 – 1           | Malta      | Stadion města Plzně                                       |                                                           |
| 18:00 UTC+2 | 18:00 UTC+2     | Gebre Selassie 34′ Pekhart 52′ Rezek 67′ | (1 – 1) Rapport | Briffa 38′ | Plzeň Publik: 10 358 Domare: Anar Salmanov (Azerbajdzjan) | Plzeň Publik: 10 358 Domare: Anar Salmanov (Azerbajdzjan) |
| 18:00 UTC+2 | 18:00 UTC+2     |                                          |                 |            | Plzeň Publik: 10 358 Domare: Anar Salmanov (Azerbajdzjan) | Plzeň Publik: 10 358 Domare: Anar Salmanov (Azerbajdzjan) |
| 18:00 UTC+2 | 18:00 UTC+2     |                                          |                 |            | Plzeň Publik: 10 358 Domare: Anar Salmanov (Azerbajdzjan) | Plzeň Publik: 10 358 Domare: Anar Salmanov (Azerbajdzjan) |

|             | 12 oktober 2012 | Armenien       | 1 – 3           | Italien                                   | Hrazdan stadion                                            |                                                            |
| 21:00 UTC+4 | 21:00 UTC+4     | Mchitarjan 28′ | (1 – 1) Rapport | Pirlo 11′ (str.) De Rossi 64′ Osvaldo 82′ | Jerevan Publik: 25 000 Domare: Marijo Strahonja (Kroatien) | Jerevan Publik: 25 000 Domare: Marijo Strahonja (Kroatien) |
| 21:00 UTC+4 | 21:00 UTC+4     |                |                 |                                           | Jerevan Publik: 25 000 Domare: Marijo Strahonja (Kroatien) | Jerevan Publik: 25 000 Domare: Marijo Strahonja (Kroatien) |
| 21:00 UTC+4 | 21:00 UTC+4     |                |                 |                                           | Jerevan Publik: 25 000 Domare: Marijo Strahonja (Kroatien) | Jerevan Publik: 25 000 Domare: Marijo Strahonja (Kroatien) |

|             | 12 oktober 2012 | Bulgarien   | 1 – 1           | Danmark              | Nationalstadion Vasil Levski                          |                                                       |
| 21:00 UTC+3 | 21:00 UTC+3     | Rangelov 7′ | (1 – 1) Rapport | Nicklas Bendtner 40′ | Sofia Publik: 20 780 Domare: Tony Chapron (Frankrike) | Sofia Publik: 20 780 Domare: Tony Chapron (Frankrike) |
| 21:00 UTC+3 | 21:00 UTC+3     |             |                 |                      | Sofia Publik: 20 780 Domare: Tony Chapron (Frankrike) | Sofia Publik: 20 780 Domare: Tony Chapron (Frankrike) |
| 21:00 UTC+3 | 21:00 UTC+3     |             |                 |                      | Sofia Publik: 20 780 Domare: Tony Chapron (Frankrike) | Sofia Publik: 20 780 Domare: Tony Chapron (Frankrike) |

|             | 16 oktober 2012 | Tjeckien | 0 – 0   | Bulgarien | Generali Arena                                              |                                                             |
| 20:00 UTC+2 | 20:00 UTC+2     |          | Rapport |           | Prag Publik: 16 163 Domare: Vladislav Bezborodov (Ryssland) | Prag Publik: 16 163 Domare: Vladislav Bezborodov (Ryssland) |
| 20:00 UTC+2 | 20:00 UTC+2     |          |         |           | Prag Publik: 16 163 Domare: Vladislav Bezborodov (Ryssland) | Prag Publik: 16 163 Domare: Vladislav Bezborodov (Ryssland) |
| 20:00 UTC+2 | 20:00 UTC+2     |          |         |           | Prag Publik: 16 163 Domare: Vladislav Bezborodov (Ryssland) | Prag Publik: 16 163 Domare: Vladislav Bezborodov (Ryssland) |

|             | 16 oktober 2012 | Italien                                  | 3 – 1           | Danmark     | Stadio Giuseppe Meazza                                  |                                                         |
| 20:45 UTC+2 | 20:45 UTC+2     | Montolivo 34′ De Rossi 37′ Balotelli 54′ | (2 – 1) Rapport | Kvist 45+1′ | Milano Publik: 37 027 Domare: Damir Skomina (Slovenien) | Milano Publik: 37 027 Domare: Damir Skomina (Slovenien) |
| 20:45 UTC+2 | 20:45 UTC+2     |                                          |                 |             | Milano Publik: 37 027 Domare: Damir Skomina (Slovenien) | Milano Publik: 37 027 Domare: Damir Skomina (Slovenien) |
| 20:45 UTC+2 | 20:45 UTC+2     |                                          |                 |             | Milano Publik: 37 027 Domare: Damir Skomina (Slovenien) | Milano Publik: 37 027 Domare: Damir Skomina (Slovenien) |

|             | 22 mars 2013 | Bulgarien                                               | 6 – 0           | Malta | Nationalstadion Vasil Levski | |
| 18:00 UTC+2 | 18:00 UTC+2  | Tonev 6′, 38′, 68′ I. Popov 47′ Gargorov 55′ Ivanov 78′ | (2 – 0) Rapport |       | Sofia Publik: 0<refgroup="not">MatchenBulgarien–MaltaspeladesförtommaläktaresedanFifainförtsanktionerpgarasistiskaskanderingarfrånBulgariskasupportersiBulgarienskvalmatchmotDanmark.</ref> Domare: Eitan Shemeulevitch (Israel) | Sofia Publik: 0<refgroup="not">MatchenBulgarien–MaltaspeladesförtommaläktaresedanFifainförtsanktionerpgarasistiskaskanderingarfrånBulgariskasupportersiBulgarienskvalmatchmotDanmark.</ref> Domare: Eitan Shemeulevitch (Israel) |
| 18:00 UTC+2 | 18:00 UTC+2  |                                                         |                 |       | Sofia Publik: 0<refgroup="not">MatchenBulgarien–MaltaspeladesförtommaläktaresedanFifainförtsanktionerpgarasistiskaskanderingarfrånBulgariskasupportersiBulgarienskvalmatchmotDanmark.</ref> Domare: Eitan Shemeulevitch (Israel) | Sofia Publik: 0<refgroup="not">MatchenBulgarien–MaltaspeladesförtommaläktaresedanFifainförtsanktionerpgarasistiskaskanderingarfrånBulgariskasupportersiBulgarienskvalmatchmotDanmark.</ref> Domare: Eitan Shemeulevitch (Israel) |
| 18:00 UTC+2 | 18:00 UTC+2  |                                                         |                 |       | Sofia Publik: 0<refgroup="not">MatchenBulgarien–MaltaspeladesförtommaläktaresedanFifainförtsanktionerpgarasistiskaskanderingarfrånBulgariskasupportersiBulgarienskvalmatchmotDanmark.</ref> Domare: Eitan Shemeulevitch (Israel) | Sofia Publik: 0<refgroup="not">MatchenBulgarien–MaltaspeladesförtommaläktaresedanFifainförtsanktionerpgarasistiskaskanderingarfrånBulgariskasupportersiBulgarienskvalmatchmotDanmark.</ref> Domare: Eitan Shemeulevitch (Israel) |

|             | 22 mars 2013 | Tjeckien | 0 – 3           | Danmark                            | Andrův stadion                                            |                                                           |
| 20:30 UTC+1 | 20:30 UTC+1  |          | (0 – 0) Rapport | Cornelius 57′ Kjær 67′ Zimling 83′ | Olomouc Publik: 12 288 Domare: Manuel De Sousa (Portugal) | Olomouc Publik: 12 288 Domare: Manuel De Sousa (Portugal) |
| 20:30 UTC+1 | 20:30 UTC+1  |          |                 |                                    | Olomouc Publik: 12 288 Domare: Manuel De Sousa (Portugal) | Olomouc Publik: 12 288 Domare: Manuel De Sousa (Portugal) |
| 20:30 UTC+1 | 20:30 UTC+1  |          |                 |                                    | Olomouc Publik: 12 288 Domare: Manuel De Sousa (Portugal) | Olomouc Publik: 12 288 Domare: Manuel De Sousa (Portugal) |

|             | 26 mars 2013 | Armenien | 0 – 3           | Tjeckien                   | Vazgen Sargsian Republikanstadion                        |                                                          |
| 20:00 UTC+4 | 20:00 UTC+4  |          | (0 – 0) Rapport | Vydra 47′, 81′ Kolář 90+4′ | Jerevan Publik: 14 403 Domare: Cristian Balaj (Rumänien) | Jerevan Publik: 14 403 Domare: Cristian Balaj (Rumänien) |
| 20:00 UTC+4 | 20:00 UTC+4  |          |                 |                            | Jerevan Publik: 14 403 Domare: Cristian Balaj (Rumänien) | Jerevan Publik: 14 403 Domare: Cristian Balaj (Rumänien) |
| 20:00 UTC+4 | 20:00 UTC+4  |          |                 |                            | Jerevan Publik: 14 403 Domare: Cristian Balaj (Rumänien) | Jerevan Publik: 14 403 Domare: Cristian Balaj (Rumänien) |

|             | 26 mars 2013 | Danmark          | 1 – 1           | Bulgarien   | Parken                                                   |                                                          |
| 20:15 UTC+1 | 20:15 UTC+1  | Agger 63′ (str.) | (0 – 0) Rapport | Manolev 51′ | Köpenhamn Publik: 22 357 Domare: Fırat Aydınus (Turkiet) | Köpenhamn Publik: 22 357 Domare: Fırat Aydınus (Turkiet) |
| 20:15 UTC+1 | 20:15 UTC+1  |                  |                 |             | Köpenhamn Publik: 22 357 Domare: Fırat Aydınus (Turkiet) | Köpenhamn Publik: 22 357 Domare: Fırat Aydınus (Turkiet) |
| 20:15 UTC+1 | 20:15 UTC+1  |                  |                 |             | Köpenhamn Publik: 22 357 Domare: Fırat Aydınus (Turkiet) | Köpenhamn Publik: 22 357 Domare: Fırat Aydınus (Turkiet) |

|             | 26 mars 2013 | Malta | 0 – 2           | Italien                  | Ta’ Qali-stadion                                               |                                                                |
| 20:45 UTC+1 | 20:45 UTC+1  |       | (0 – 2) Rapport | Balotelli 8′ (str.), 45′ | Attard Publik: 17 011 Domare: Serdar Gözübüyük (Nederländerna) | Attard Publik: 17 011 Domare: Serdar Gözübüyük (Nederländerna) |
| 20:45 UTC+1 | 20:45 UTC+1  |       |                 |                          | Attard Publik: 17 011 Domare: Serdar Gözübüyük (Nederländerna) | Attard Publik: 17 011 Domare: Serdar Gözübüyük (Nederländerna) |
| 20:45 UTC+1 | 20:45 UTC+1  |       |                 |                          | Attard Publik: 17 011 Domare: Serdar Gözübüyük (Nederländerna) | Attard Publik: 17 011 Domare: Serdar Gözübüyük (Nederländerna) |

|             | 7 juni 2013 | Armenien | 0 – 1           | Malta     | Vazgen Sargsian Republikanstadion                        |                                                          |
| 20:00 UTC+4 | 20:00 UTC+4 |          | (0 – 1) Rapport | Mifsud 8′ | Jerevan Publik: 8 500 Domare: Arnold Hunter (Nordirland) | Jerevan Publik: 8 500 Domare: Arnold Hunter (Nordirland) |
| 20:00 UTC+4 | 20:00 UTC+4 |          |                 |           | Jerevan Publik: 8 500 Domare: Arnold Hunter (Nordirland) | Jerevan Publik: 8 500 Domare: Arnold Hunter (Nordirland) |
| 20:00 UTC+4 | 20:00 UTC+4 |          |                 |           | Jerevan Publik: 8 500 Domare: Arnold Hunter (Nordirland) | Jerevan Publik: 8 500 Domare: Arnold Hunter (Nordirland) |

|             | 7 juni 2013 | Tjeckien | 0 – 0   | Italien | Generali Arena                                        |                                                       |
| 20:45 UTC+2 | 20:45 UTC+2 |          | Rapport |         | Prag Publik: 18 235 Domare: Svein Oddvar Moen (Norge) | Prag Publik: 18 235 Domare: Svein Oddvar Moen (Norge) |
| 20:45 UTC+2 | 20:45 UTC+2 |          |         |         | Prag Publik: 18 235 Domare: Svein Oddvar Moen (Norge) | Prag Publik: 18 235 Domare: Svein Oddvar Moen (Norge) |
| 20:45 UTC+2 | 20:45 UTC+2 |          |         |         | Prag Publik: 18 235 Domare: Svein Oddvar Moen (Norge) | Prag Publik: 18 235 Domare: Svein Oddvar Moen (Norge) |

|             | 11 juni 2013 | Danmark | 0 – 4           | Armenien                                     | Parken                                                      |                                                             |
| 20:15 UTC+2 | 20:15 UTC+2  |         | (0 – 2) Rapport | Movsisian 1′, 59′ Özbiliz 19′ Mchitarjan 82′ | Köpenhamn Publik: 14 284 Domare: Alexey Nikolaev (Ryssland) | Köpenhamn Publik: 14 284 Domare: Alexey Nikolaev (Ryssland) |
| 20:15 UTC+2 | 20:15 UTC+2  |         |                 |                                              | Köpenhamn Publik: 14 284 Domare: Alexey Nikolaev (Ryssland) | Köpenhamn Publik: 14 284 Domare: Alexey Nikolaev (Ryssland) |
| 20:15 UTC+2 | 20:15 UTC+2  |         |                 |                                              | Köpenhamn Publik: 14 284 Domare: Alexey Nikolaev (Ryssland) | Köpenhamn Publik: 14 284 Domare: Alexey Nikolaev (Ryssland) |

|             | 6 september 2013 | Tjeckien    | 1 – 2           | Armenien                      | Eden arena                                             |                                                        |
| 18:00 UTC+2 | 18:00 UTC+2      | Rosický 70′ | (0 – 1) Rapport | Mkrttjian 31′ Ghazaryan 90+2′ | Prag Publik: 17 628 Domare: Antony Gautier (Frankrike) | Prag Publik: 17 628 Domare: Antony Gautier (Frankrike) |
| 18:00 UTC+2 | 18:00 UTC+2      |             |                 |                               | Prag Publik: 17 628 Domare: Antony Gautier (Frankrike) | Prag Publik: 17 628 Domare: Antony Gautier (Frankrike) |
| 18:00 UTC+2 | 18:00 UTC+2      |             |                 |                               | Prag Publik: 17 628 Domare: Antony Gautier (Frankrike) | Prag Publik: 17 628 Domare: Antony Gautier (Frankrike) |

|             | 6 september 2013 | Italien       | 1 – 0           | Bulgarien | Stadio Renzo Barbera                                             |                                                                  |
| 20:45 UTC+2 | 20:45 UTC+2      | Gilardino 38′ | (0 – 0) Rapport |           | Palermo Publik: 28 662 Domare: Carlos Velasco Carballo (Spanien) | Palermo Publik: 28 662 Domare: Carlos Velasco Carballo (Spanien) |
| 20:45 UTC+2 | 20:45 UTC+2      |               |                 |           | Palermo Publik: 28 662 Domare: Carlos Velasco Carballo (Spanien) | Palermo Publik: 28 662 Domare: Carlos Velasco Carballo (Spanien) |
| 20:45 UTC+2 | 20:45 UTC+2      |               |                 |           | Palermo Publik: 28 662 Domare: Carlos Velasco Carballo (Spanien) | Palermo Publik: 28 662 Domare: Carlos Velasco Carballo (Spanien) |

|             | 6 september 2013 | Malta      | 1 – 2           | Danmark                      | Ta’ Qali-stadion                                                |                                                                 |
| 20:00 UTC+2 | 20:00 UTC+2      | Failla 38′ | (1 – 1) Rapport | Andreasen 9′ Krohn-Dehli 52′ | Attard Publik: 5 576 Domare: Anastasios Sidiropoulos (Grekland) | Attard Publik: 5 576 Domare: Anastasios Sidiropoulos (Grekland) |
| 20:00 UTC+2 | 20:00 UTC+2      |            |                 |                              | Attard Publik: 5 576 Domare: Anastasios Sidiropoulos (Grekland) | Attard Publik: 5 576 Domare: Anastasios Sidiropoulos (Grekland) |
| 20:00 UTC+2 | 20:00 UTC+2      |            |                 |                              | Attard Publik: 5 576 Domare: Anastasios Sidiropoulos (Grekland) | Attard Publik: 5 576 Domare: Anastasios Sidiropoulos (Grekland) |

|             | 10 september 2013 | Armenien | 0 – 1           | Danmark          | Hrazdan stadion                                            |                                                            |
| 20:00 UTC+4 | 20:00 UTC+4       |          | (0 – 0) Rapport | Agger 73′ (str.) | Jerevan Publik: 23 000 Domare: Bas Nijhuis (Nederländerna) | Jerevan Publik: 23 000 Domare: Bas Nijhuis (Nederländerna) |
| 20:00 UTC+4 | 20:00 UTC+4       |          |                 |                  | Jerevan Publik: 23 000 Domare: Bas Nijhuis (Nederländerna) | Jerevan Publik: 23 000 Domare: Bas Nijhuis (Nederländerna) |
| 20:00 UTC+4 | 20:00 UTC+4       |          |                 |                  | Jerevan Publik: 23 000 Domare: Bas Nijhuis (Nederländerna) | Jerevan Publik: 23 000 Domare: Bas Nijhuis (Nederländerna) |

|             | 10 september 2013 | Italien                            | 2 – 1           | Tjeckien  | Juventus Stadium                                      |                                                       |
| 20:45 UTC+2 | 20:45 UTC+2       | Chiellini 51′ Balotelli 54′ (str.) | (0 – 1) Rapport | Kozák 19′ | Turin Publik: 35 299 Domare: Jonas Eriksson (Sverige) | Turin Publik: 35 299 Domare: Jonas Eriksson (Sverige) |
| 20:45 UTC+2 | 20:45 UTC+2       |                                    |                 |           | Turin Publik: 35 299 Domare: Jonas Eriksson (Sverige) | Turin Publik: 35 299 Domare: Jonas Eriksson (Sverige) |
| 20:45 UTC+2 | 20:45 UTC+2       |                                    |                 |           | Turin Publik: 35 299 Domare: Jonas Eriksson (Sverige) | Turin Publik: 35 299 Domare: Jonas Eriksson (Sverige) |

|             | 10 september 2013 | Malta       | 1 – 2           | Bulgarien                | Ta’ Qali-stadion                                        |                                                         |
| 20:00 UTC+2 | 20:00 UTC+2       | Herrera 78′ | (0 – 1) Rapport | Dimitrov 9′ Gargorov 59′ | Attard Publik: 4 884 Domare: Alexandru Tudor (Rumänien) | Attard Publik: 4 884 Domare: Alexandru Tudor (Rumänien) |
| 20:00 UTC+2 | 20:00 UTC+2       |             |                 |                          | Attard Publik: 4 884 Domare: Alexandru Tudor (Rumänien) | Attard Publik: 4 884 Domare: Alexandru Tudor (Rumänien) |
| 20:00 UTC+2 | 20:00 UTC+2       |             |                 |                          | Attard Publik: 4 884 Domare: Alexandru Tudor (Rumänien) | Attard Publik: 4 884 Domare: Alexandru Tudor (Rumänien) |

|             | 11 oktober 2013 | Armenien                    | 2 – 1           | Bulgarien    | Hrazdan stadion                                       |                                                       |
| 19:00 UTC+4 | 19:00 UTC+4     | Özbiliz 45+1′ Movsisian 87′ | (1 – 0) Rapport | I. Popov 61′ | Jerevan Publik: 11 000 Domare: Felix Brych (Tyskland) | Jerevan Publik: 11 000 Domare: Felix Brych (Tyskland) |
| 19:00 UTC+4 | 19:00 UTC+4     |                             |                 |              | Jerevan Publik: 11 000 Domare: Felix Brych (Tyskland) | Jerevan Publik: 11 000 Domare: Felix Brych (Tyskland) |
| 19:00 UTC+4 | 19:00 UTC+4     |                             |                 |              | Jerevan Publik: 11 000 Domare: Felix Brych (Tyskland) | Jerevan Publik: 11 000 Domare: Felix Brych (Tyskland) |

|             | 11 oktober 2013 | Danmark           | 2 – 2           | Italien                    | Parken                                                       |                                                              |
| 20:15 UTC+2 | 20:15 UTC+2     | Bendtner 45′, 79′ | (1 – 1) Rapport | Osvaldo 28′ Aquilani 90+1′ | Köpenhamn Publik: 35 305 Domare: Stéphane Lannoy (Frankrike) | Köpenhamn Publik: 35 305 Domare: Stéphane Lannoy (Frankrike) |
| 20:15 UTC+2 | 20:15 UTC+2     |                   |                 |                            | Köpenhamn Publik: 35 305 Domare: Stéphane Lannoy (Frankrike) | Köpenhamn Publik: 35 305 Domare: Stéphane Lannoy (Frankrike) |
| 20:15 UTC+2 | 20:15 UTC+2     |                   |                 |                            | Köpenhamn Publik: 35 305 Domare: Stéphane Lannoy (Frankrike) | Köpenhamn Publik: 35 305 Domare: Stéphane Lannoy (Frankrike) |

|             | 11 oktober 2013 | Malta      | 1 – 4           | Tjeckien                                       | Ta’ Qali-stadion                                   |                                                    |
| 19:30 UTC+2 | 19:30 UTC+2     | Mifsud 47′ | (0 – 2) Rapport | Hübschman 3′ Lafata 34′ Kadlec 51′ Pekhart 90′ | Attard Publik: 4 530 Domare: Matej Jug (Slovenien) | Attard Publik: 4 530 Domare: Matej Jug (Slovenien) |
| 19:30 UTC+2 | 19:30 UTC+2     |            |                 |                                                | Attard Publik: 4 530 Domare: Matej Jug (Slovenien) | Attard Publik: 4 530 Domare: Matej Jug (Slovenien) |
| 19:30 UTC+2 | 19:30 UTC+2     |            |                 |                                                | Attard Publik: 4 530 Domare: Matej Jug (Slovenien) | Attard Publik: 4 530 Domare: Matej Jug (Slovenien) |

|             | 15 oktober 2013 | Bulgarien | 0 – 1           | Tjeckien   | Nationalstadion Vasil Levski                        |                                                     |
| 21:15 UTC+3 | 21:15 UTC+3     |           | (0 – 0) Rapport | Dočkal 52′ | Sofia Publik: 25 464 Domare: Viktor Kassai (Ungern) | Sofia Publik: 25 464 Domare: Viktor Kassai (Ungern) |
| 21:15 UTC+3 | 21:15 UTC+3     |           |                 |            | Sofia Publik: 25 464 Domare: Viktor Kassai (Ungern) | Sofia Publik: 25 464 Domare: Viktor Kassai (Ungern) |
| 21:15 UTC+3 | 21:15 UTC+3     |           |                 |            | Sofia Publik: 25 464 Domare: Viktor Kassai (Ungern) | Sofia Publik: 25 464 Domare: Viktor Kassai (Ungern) |

|             | 15 oktober 2013 | Danmark                                                                       | 6 – 0           | Malta | Parken                                                           |                                                                  |
| 20:15 UTC+2 | 20:15 UTC+2     | Rasmussen 8′, 74′ Agger 11′ (str.), 39′ (str.) Bjelland 28′ Bille Nielsen 84′ | (4 – 0) Rapport |       | Köpenhamn Publik: 11 479 Domare: Aleksandar Stavrev (Makedonien) | Köpenhamn Publik: 11 479 Domare: Aleksandar Stavrev (Makedonien) |
| 20:15 UTC+2 | 20:15 UTC+2     |                                                                               |                 |       | Köpenhamn Publik: 11 479 Domare: Aleksandar Stavrev (Makedonien) | Köpenhamn Publik: 11 479 Domare: Aleksandar Stavrev (Makedonien) |
| 20:15 UTC+2 | 20:15 UTC+2     |                                                                               |                 |       | Köpenhamn Publik: 11 479 Domare: Aleksandar Stavrev (Makedonien) | Köpenhamn Publik: 11 479 Domare: Aleksandar Stavrev (Makedonien) |

|             | 15 oktober 2013 | Italien                    | 2 – 2           | Armenien                    | San Paolo-stadion                                      |                                                        |
| 20:45 UTC+2 | 20:45 UTC+2     | Florenzi 24′ Balotelli 76′ | (1 – 1) Rapport | Movsisian 4′ Mchitarjan 70′ | Neapel Publik: 22 000 Domare: Michael Oliver (England) | Neapel Publik: 22 000 Domare: Michael Oliver (England) |
| 20:45 UTC+2 | 20:45 UTC+2     |                            |                 |                             | Neapel Publik: 22 000 Domare: Michael Oliver (England) | Neapel Publik: 22 000 Domare: Michael Oliver (England) |
| 20:45 UTC+2 | 20:45 UTC+2     |                            |                 |                             | Neapel Publik: 22 000 Domare: Michael Oliver (England) | Neapel Publik: 22 000 Domare: Michael Oliver (England) |